# Grillo-Werke

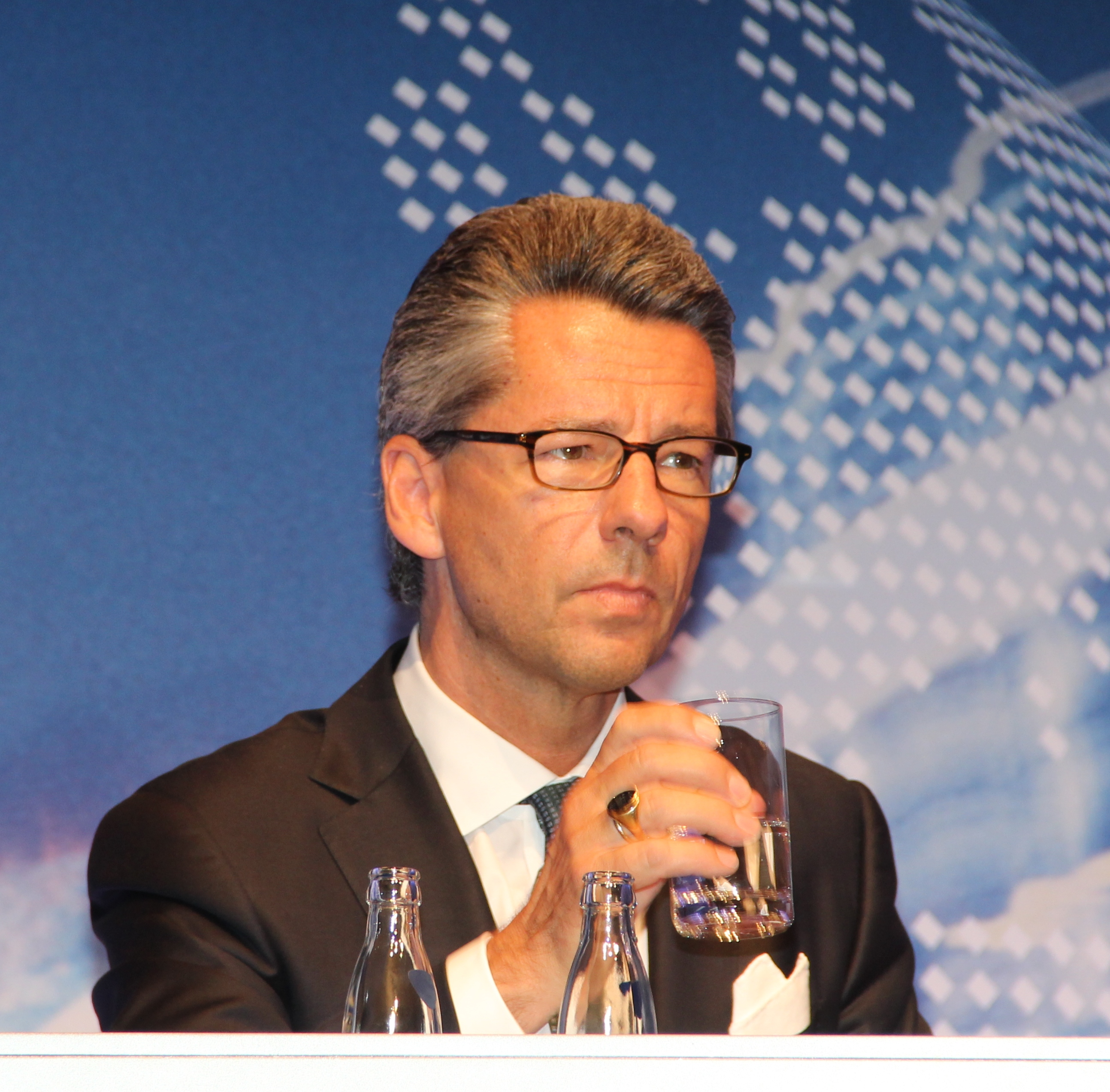
Ulrich Grillo, Vorstandsvorsitzender (2013)

Die Grillo-Werke AG (Eigenschreibweise GRILLO) ist ein international tätiges Familienunternehmen mit Hauptsitz in Duisburg.
Mit insgesamt sechs Produktionsstandorten in Deutschland, Frankreich, Belgien und England liefert Grillo Halbzeuge und Produkte in so unterschiedlichen Branchen wie Automotive, Elektronik, Pharma, Kosmetik, Farbe, Glas oder Futtermittel. Die Tochter Rheinzink produziert Komponenten aus Zink für viele Bauanwendungen.
Im Geschäftsjahr 2023 (vom 1. Oktober 2022 bis 30. September 2023) erzielte der gesamte Konzern einen Umsatz von 713 Mio. EUR mit seinem breiten Portfolio an Zinkprodukten und Schwefelchemikalien. Die GRILLO-Werke mit ihren Metall- u. Chemieaktivitäten kam auf einen Umsatz von 379 Mio. EUR (2022: 440 Mio. EUR), Rheinzink GmbH & Co. KG auf 278 Mio. EUR (359 Mio. EUR) und die Grillo Zinkoxid GmbH auf 10 Mio. EUR (13 Mio. EUR). Sonstige (z. B. Grillo Immobilienverwaltung, ASB Informationstechnik) 46 Mio. Euro (48 Mio. EUR) Die Exportquote liegt bei knapp 50 %.

## Unternehmen
Die Grillo-Werke AG umfassen Geschäftsaktivitäten in den Bereichen Metall und Chemie. Zum gesamten Grillo-Konzern gehören darüber hinaus die Zinkoxid-Aktivitäten der Grillo Zinkoxid GmbH sowie Rheinzink.
Das Unternehmen wird als 'Hidden Champion' in der Studie des NRW-Wirtschaftsministeriums genannt.

### Geschäftsbereich Metall
Der Geschäftsbereich Metall verfügt über Anlagen in Duisburg und Goslar, der Zinacor S. A. in Belgien und der Metra Non-Ferrous Ltd. in England. Hauptprodukte sind Fertigprodukte und Halbzeuge aus Zink vom Zinkpulver für Batterien über Drähte, Bänder und Stangen bis hin zu Druckgusslegierungen und Anoden und dem patentierten Grillo-KKS-Beton, zum Korrosionsschutz von Stahlbetonbauwerken.

### Geschäftsbereich Chemie
Der Bereich Chemie der Grillo-Werke AG setzt sich aus Anlagen in Duisburg und Frankfurt sowie der CHEMAD GmbH in Duisburg zusammen. Die Aktivitäten basieren auf der Schwefelchemie. Eingesetzt werden die Produkte v. a. in der Industrie, in der Tierfutterherstellung, für Reinigungsmittel, Kosmetik und Lebensmittel. Hergestellt werden Schwefeldioxid und Schwefelsäure sowie deren Folgeprodukte.
Am Standort Duisburg ist Grillo einer der größten Aufbereiter von Gebrauchtschwefelsäure in Europa. Hier werden jährlich etwa 120.000 t Schwefelsäure nach einem selbstentwickelten Verfahren recycelt. Dabei wird die Säure bei hohen Temperaturen gespalten und so hochreines Schwefeldioxid gewonnen. Unter anderem aus Recycling-Schrott (Materialien mit sehr hohen Kupfergehalten), der beim Rohstoffpartner Aurubis in Lünen anfällt, wird das im KRS-Oxid enthaltene Zink angereichert, das dann von Grillo zu Zinksulfat verarbeitet wird. Die Kooperation ist als Closing-The-Loop bekannt.
Am Standort im Industriepark Frankfurt-Höchst wird in der größten Produktionsanlage Europas aus den dort ebenfalls hergestellten Vorprodukten Dimethylether (DME) und Schwefeltrioxid (SO3) Dimethylsulfat (DMS) hergestellt. DMS ist ein wichtiger Rohstoff für die Herstellung von Kosmetika, Weichspüler für Textilien, Farben, Arzneimitteln und Agrarprodukten. Die Höchster Schwefelsäureanlage stellt außerdem Oleum und 96 % u. 98%ige Schwefelsäure her. In der größten Anlage Europas wird in Höchst Natriumbisulfat hergestellt.

### Rheinzink GmbH & Co. KG
Rheinzink ist der umsatzstärkste Geschäftsbereich des Grillo-Konzerns und nach eigenen Angaben deutscher Marktführer in der Titanzinkherstellung für den Baumarkt. Hergestellt werden Zinkbleche für Dachentwässerungsprodukte, von Regenrinnen über Dächer bis Fassaden. Titanzink von Rheinzink ist bei international anerkannten Architekten sehr beliebt.

### Grillo Zinkoxid GmbH
Die Grillo Zinkoxid GmbH als 100%ige Tochter der Grillo-Werke in Goslar gehört zu den führenden Herstellern und Lieferanten von Zinkoxid, das aus hochreinem Special High Grade-Zink (SHG-Zink) hergestellt und vor allem als Hilfs- und Wirkstoff in Pharma- und Kosmetikprodukten (u. a. als UV-Schutz) sowie in technischen Anwendungen wie z. B. Batterien, Katalysatoren, Farben oder Elektronik Verwendung findet. Die wesentlichen Absatzmärkte liegen in Europa.

## Geschichte
Die Historie der Grillo-Werke ist eng mit der Entwicklung des Ruhrgebiets (vgl. erste Phase der Industrialisierung) verbunden, die Geschichte der Familie Grillo ist ein Beispiel für den ökonomischen Einfluss von Migration (vgl. Exulanten).

### Historie und Anfangsjahre (ab 1842)
Die Grillos wanderten vor etwa 400 Jahren als protestantische Glaubensflüchtlinge aus Italien über die Schweiz in die deutschen Lande und später auch ins Ruhrgebiet ein. Ahnherr war Wilhelm Grillo (1819–1889), der 1848/49 unter Ausnutzung der Wasserkraft der Emscher ein Walzwerk in Neumühl (heute ein Stadtteil von Duisburg) errichtete und Zinkblech herstellte.
Mit der Erlaubnis zum Betrieb einer Dampfmaschine 1854 legte Wilhelm Grillo den Grundstein für die Oberhausener Betriebe, wo er zunächst eine Zinkwalze betrieb, ab 1860 Leuchtgas erzeugte und 1865 mit der Produktion von Zinkweiß begann, eine Zinkoxidqualität, die v. a. als Farbpigment zum Einsatz kam.

### Großindustrielles Wachstum (1880 bis zum Zweiten Weltkrieg)
Ab 1881 wurde das von den Oberhausener Betrieben benötigte Rohzink in einer eigenen Hütte in Duisburg-Hamborn erzeugt.
Die bei der Röstung der Zinkerze entstehenden Gase wurden auf dem Werksgelände von der Rhenania Aachen zu Schwefelsäure verarbeitet. Grillo begann mit der Verarbeitung der Gase zu Schwefligsäure, für die 1887 eine große Anlage gebaut wurde.
Zinkmetallurgie und Schwefelchemie gehören vom Ursprung her zusammen, denn Zink und Schwefel sind wesentliche Komponenten der Ausgangserze für die Zinkgewinnung. Beide Elemente bilden auch heute noch die Basis für das Geschäft der Grillo-Werke.

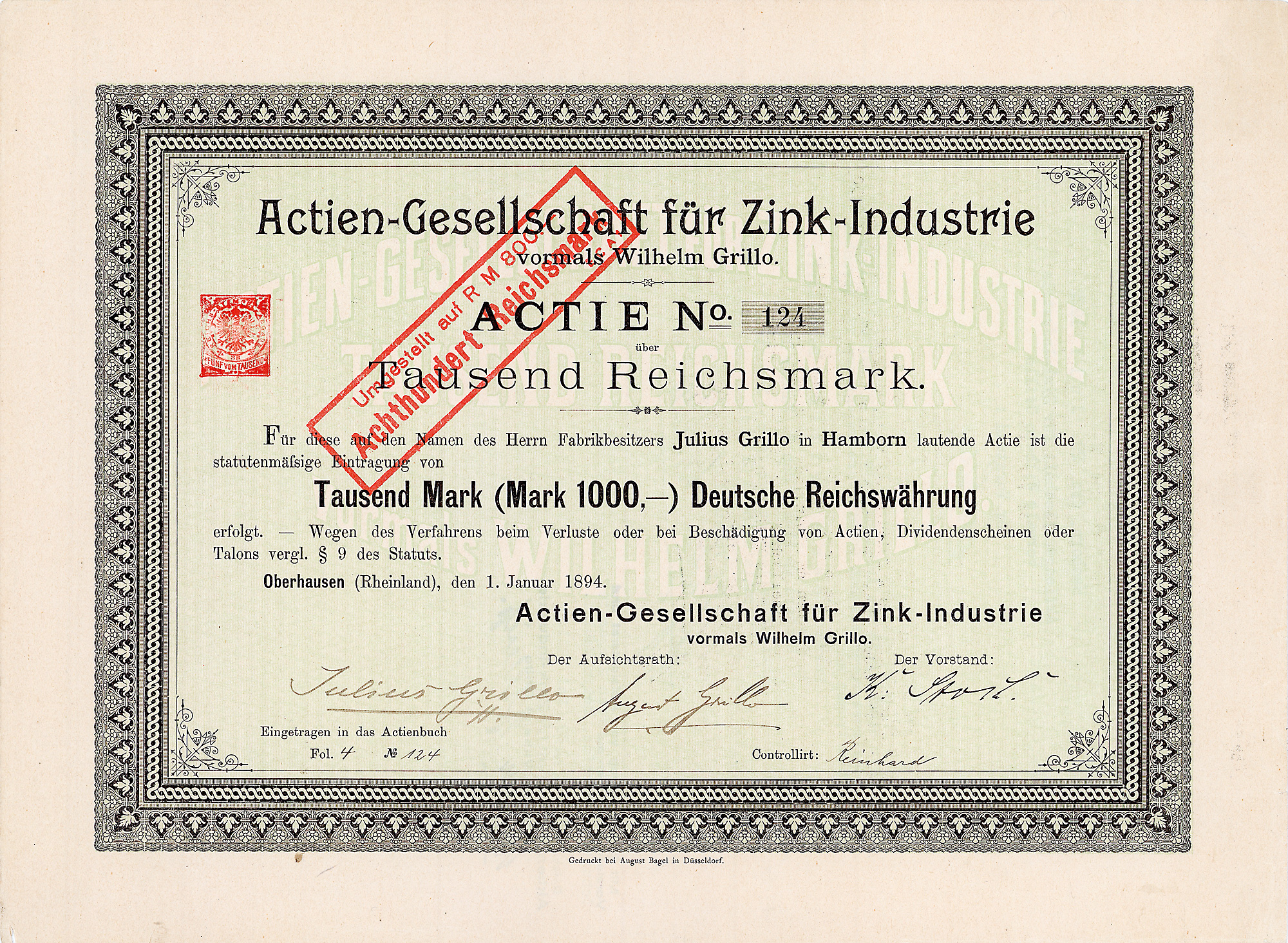
Gründeraktie der AG für Zink-Industrie vom 1. Januar 1894 mit Unterschrift von Julius Grillo als Aufsichtsrat

1893 wurde das Unternehmen in die Aktiengesellschaft für Zink-Industrie umgewandelt.
Ab 1895 übernahm die damalige AG für Zink-Industrie auch die Herstellung von Schwefelsäure selbst.
Seit 1908 wurde das Zink, das man aus dem Röstgut in Muffelöfen gewann, am Standort Hamborn zu Zinkblechen verarbeitet – hier wurde die Zinkwalze mit elektrischem Antrieb ausgestattet.
Bis zum Beginn des Zweiten Weltkriegs entwickelte sich das Unternehmen zum größten Zinkhalbzeug- und Zinkweißhersteller sowie Schwefeldioxid-Anbieter in Deutschland. Nach dem Zweiten Weltkrieg und dem kriegsbedingten Erliegen der Produktion wurden die Anlagen – außer der Zinkhütte – wiederaufgebaut.

### Neuaufbau und Wachstum in den Nachkriegsjahren
1964 hat Grillo mit der Stolberger Zink AG und der Vereinigte Deutsche Metallwerke AG die „Studiengesellschaft für Metallverarbeitung“ gegründet. Ihr gelingt die Anpassung des vom Amerikaner Hazelett für den Aluminiumguss erfundenen kontinuierlichen Gießwalzens. Die 1966 gemeinsam errichtete Rheinzink in Datteln setzt das Verfahren großtechnisch ein. Rheinzink wurde 2005 vollständig vom Grillo-Konzern übernommen. Seit 1966 zeigte sich auch in der Umbenennung der Aktiengesellschaft für Zinkindustrie in Grillo-Werke AG, dass die Geschäftsfelder unter dem gemeinsamen Familiennamen erweitert werden sollten.
1974 zog sich Grillo ganz aus Oberhausen zurück. Die Zinkweißproduktion und auch die seit den 1950er Jahren am Standort Voerde aufgebaute Kunststoffproduktion wurden nach Goslar verlegt.
1990 wurden die Metall- u. Farbwerke Goslar von den Grillo-Werken komplett übernommen und zur Grillo Zinkoxid GmbH umfirmiert. An diesem Standort wurde auch die Produktion von hochreinem Zinkpulver etabliert.
1997 wurde die belgische Zinacor, ein Hersteller von Zinkdrähten und Zink-Aluminium-Drähten, übernommen.
1997 wurde die Schwefelchemie der ehemaligen Hoechst AG im Industriepark Frankfurt-Höchst übernommen.
2000 traten die Grillo-Werke der Stiftungsinitiative der deutschen Wirtschaft bei. Die Familie Grillo möchte damit zur Wiedergutmachung und der Anerkennung der Leiden der Zwangsarbeit zur Zeit des Dritten Reiches einen Beitrag leisten.
2007 wurde die Dimethylsulfatproduktion (DMS) der Clariant AG im Industriepark Frankfurt-Höchst erworben. 2012 ergänzt durch den Neubau einer Anlage zur Herstellung von Dimethylether, dem Ausgangsstoff der DMS-Produktion.

### Gegenwart
An der Grillo-Werke AG, die im Jahr 2015 ca. 310 Mio. Euro Umsatz erwirtschaftete, sind über 150 Gesellschafter beteiligt. Die Grillo-Werke AG ist zu 87 % fremdfinanziert, wobei sich das Firmenvermögen auf 44 Mio. Euro beläuft.
Das Unternehmen schreibt seit Jahren rote Zahlen.
Durch eine latente Steuerlast seit 1999 (die sich auf mehr als die Hälfte des Eigenkapitals der Grillo-Werke AG beläuft) stimmten die Kommunen zu, diese Schulden auf viele Jahre zu stunden, um dem Unternehmen nicht die Existenzgrundlage zu nehmen.
Die Grillo-Werke AG ist ein Tochterunternehmen des Grillo-Konzerns. Der Grillo-Konzern, der 637,85 Mio. Euro Umsatz erwirtschaftet, befindet sich im Besitz der Kinder von Herbert, Gabriela und Rainer Grillo. Bei dem Tochterunternehmen Grillo-Werke AG sind 150 Gesellschafter um Rainer und Gabriela Grillo (66 %), sowie Ulrich Grillo beteiligt.
Ulrich Grillos Vater hielt unter 2 % der Anteile an den Grillo Werken. Im Zuge seiner Ernennung zum Vorstandschef des Gesamtkonzerns erwarb Grillo einen nahezu 10 %igen Anteil an der Grillo-Werke AG. Die Kaufsumme belief sich auf knapp 6 Mio. Euro und wurde mit 1 Mio. Euro Eigenkapital getätigt.
Bis auf die Jahre 1988 bis 1994 standen und stehen immer Familienmitglieder an der Spitze des Unternehmens, derzeit Ulrich Grillo.
2020 erfolgte eine Teilschließung der Grillo Zinkoxid GmbH in Goslar.

## Unternehmensziele
Das Geschäftsziel von Grillo beruht auf Wurzeln der protestantischen Ethik der Vorfahren. Es ist nicht primär auf schnelle Umsatz- und Gewinnsteigerungen aus, sondern bestimmten Werten verpflichtet und langfristig ausgerichtet.
Unternehmerische Freiheit beinhaltet demzufolge das Recht auf unabhängige Meinungsbildung, ist aber kein Freibrief für Spekulation. „Krisen bekämpft man durch das Erkennen von Handlungsspielräumen und nicht mit dem Ruf nach staatlicher Förderung“ (Aussage von Gabriela Grillo).
Die Verbundenheit der Mitarbeiter zum Unternehmen ist hoch, die der Grillo-Familie zu den Mitarbeitern sowie der Region ebenso: die Familie ist Stifter von Sozial-, Kultur- und Sporteinrichtungen.